# Peppermint Twist
Peppermint Twist ist der Titel eines Popsongs im Twist-Rhythmus, der von den US-Amerikanern Joey Dee und Henry Glover geschrieben wurde. Mit der Band Joey Dee & the Starliters wurde der Peppermint Twist 1962 in den USA ein Nummer-eins-Hit und ein Millionenseller.

## Das Original
Der Modetanz Twist, schon Ende der 1950er Jahre entwickelt, erreichte den Höhepunkt seiner Popularität in der New Yorker Tanzbar The Peppermint Lounge, als die Band Joey Dee & the Starliters 1961 mit ihren Twist-Titeln das Publikum begeisterte. Diesen Erfolg nahm die in New York ansässige Schallplattenfirma Roulette Records zum Anlass, mit Joey Dee und den Starliters die Live-Langspielplatte Doin’ the Twist at the Peppermint Lounge zu produzieren. Gleichzeitig wurde der Titel Peppermint Twist auf einer Single ausgekoppelt. Beide Schallplatten erschienen im Oktober 1961. Da das Musikstück Peppermint Twist im Original über vier Minuten lang ist, splittete die Plattenfirma den Titel in Part I* und II auf, wobei der Part II aus der Instrumental-Sequenz des Stücks besteht (* steht im Folgenden für Peppermint Twist). Der Song Peppermint Twist war in Zusammenarbeit von Joey Dee und dem Songwriter Henry Glover entstanden. Glover hatte zuletzt hauptsächlich Erfolge im Rhythm-and-Blues-Bereich erzielt, so war er an dem Ray-Charles-Titel Sticks and Stones beteiligt, der 1960 Platz zwei in den Rhythm-and-Blues-Charts erreicht hatte. Der Text des Peppermint Twists erläutert den neuen Tanz und macht zugleich indirekt Werbung für die Peppermint Lounge in der 45. Straße: „Well meet me baby down at 45th street, where the peppermint twisters meet.“
In seiner Ausgabe vom 20. November 1961 erwähnte das US-Musikmagazin Billboard den Peppermint Twist erstmals in seiner Hitliste Hot 100. Nachdem der Titel von Platz 68 gestartet war, erreichte er vier Wochen später die Top 10 und am 27. Januar 1962 für drei Wochen die Spitze der Hot 100. Dabei verdrängte Joey Dee Chubby Checker mit The Twist, den Symbolsong des Twists schlechthin. Der Peppermint Twist konnte sich 18 Wochen in den Hot 100 behaupten. 20 Wochen stand der Titel in den Charts des Konkurrenz-Magazin Cashbox, erreichte dort aber nur den zweiten Platz.
Der Peppermint Twist mit Joey Dee & the Starliters wurde auch in zahlreichen anderen Ländern veröffentlicht und erreichte auch dort zum Teil gute Chartpositionen (Neuseeland 1., Kanada 3., Niederlande 8.). Roulette brachte den Song auch in Deutschland heraus, er schaffte es dort aber nicht in die Hitparaden.

## Caterina und Silvio
Hinter dem Duo Caterina und Silvio verbargen sich Caterina Valente und ihr Bruder Silvio Francesco, die zusammen in Deutschland bis 1960 bereits drei Nummer-eins-Hits produziert hatten. Nach ihrem letzten Erfolg mit Itsy Bitsy Teenie Weenie Honolulu-Strandbikini plante die in Deutschland agierende Plattenfirma Decca mit den beiden eine weitere Coverversion mit dem Peppermint Twist. Den Text dazu lieferte Ernst Bader, der zuletzt mit seinem Text zu Dalidas Song Milord erfolgreich gewesen war. Im deutschen Text wird der Peppermint Twist als Glücksbringer für Jung und Alt gepriesen: „Oh wie schön, wenn wir zwei uns versteh’n beim twistin’ Peppermint … Da seht doch, der Onkel Jonathan, wie ein Twen, so geht der Onkel heute mal ran.“ Decca brachte den Peppermint Twist mit Caterina und Silvio im Februar 1962 in die deutschen Plattenläden, er schaffte es in den Top 40 der deutschen Musikzeitschrift Musikmarkt jedoch nur bis auf Platz acht.

## Weitere Coverversionen
Im Jahr 1962 erschienen in den USA und Europa weitere Coverversionen des Peppermint Twists. Auf London International sang Caterina Valente, diesmal solo, den Song in Englisch, ebenso wie Charlie Robinson auf Carnival. Beide Versionen erschienen in den USA auf Singles. In Großbritannien brachte ein Sänger namens Bobby Stevens alias Ray Pilgrim eine englische Version auf Embassy Records heraus. In Europa kamen mehrere fremdsprachige Versionen des Peppermint Twists auf den Markt. In Deutschland sangen die Regina-Girls (Baccarola) die Ernst-Bader-Version. In Italien hatte Miki Del Prete einen italienischen Text für Adriano Celentano verfasst, und in Frankreich erschien eine EP mit Vince Taylor and His Playboys, auf der neben der französischsprachigen Version von Georges Aber auch Peppermint Twist Part II zu hören ist. Einige Interpreten nahmen den Peppermint Twist in ihre Alben auf, so Chubby Checker in sein 1962er Album For Teen Twisters Only, später die New Yorker Rock-’n’-Roll-Band Sha Na Na (Rock ’n Roll Dance Party, 1999) oder die britische Rockband The Sweet (Sweet Fanny Adams, 1974).

## Single-Diskografie
| Interpreten                 | Titel                          | Label             | veröffentlicht         |
|                             | englisch                       |                   |                        |
| Joey Dee and The Starliters | Peppermint Twist               | Roulette 4401     | USA 10/1961            |
| Joey Dee and The Starliters | Peppermint Twist               | Columbia 4758     | Großbritannien 12/1961 |
| Joey Dee and The Starliters | Original Peppermint Twist      | Roulette 4401     | Deutschland 12/1961    |
| Bobby Stevens               | Embassy 495                    | Peppermint Twist  | Großbritannien 1/1962  |
| Caterina Valente            | Peppermint Twist               | London Int. 10007 | USA 4/1962             |
| Charlie Robinson            | Peppermint Twist               | Carnival 702      | USA 7/1962             |
|                             | fremdsprachig                  |                   |                        |
| Vince Taylor                | Peppermint Twist (französisch) | Barclay EP 70432  | Frankreich 1/1962      |
| Adriano Celentano           | Peppermint Twist (italienisch) | Jolly 20153       | Italien 1/1962         |
| Caterina und Silvio         | The Peppermint Twist (deutsch) | Decca 19278       | Deutschland 2/1962     |
| Regina-Girls                | The Peppermint Twist (deutsch) | Baccarola 25072   | Deutschland 1962       |